# Горенци (дем Костур)
’
Вижте пояснителната страница за други значения на Горенци.
Го̀ренци (на гръцки: Κορησός, Корисос, до 1919 година Γκορέντση или Γκυρέντση, Горенци или Гиренци) е голямо село в Гърция, дем Костур, област Западна Македония.

## География
Селото е разположено в географската област Пополе в северозападното подножие на планината Синяк (Синяцико) на 6 километра източно от Костурското езеро и на 13 километра североизточно от Хрупища (Аргос Орестико), в северното подножие на планината Габер (Саракина).
В Габер над Горенци е разположена църквичката „Свети Тома“, която от XVII – XVIII век.

## История

### Античност и Средновековие
На хълма Цакони на 500 m западно от селото има  археологически находки от римския период, като архитектурни елементи и надписи. Открита е мраморна плоча с релефи, която вероятно датира от елинистическия период, и надпис, който гласи „Αλέξανδρος ήρω<ς> χαίριν“, който вероятно датира от края на II век сл. н. е. Също така части от елинистически фонтан са открити в местността Голема чешма (Мега Крини).
На върха Стара църква (Палиоклиси) в Саракина югозападно от Горенци има останки от крепост.

### В Османската империя
В XV век в Геренджи са отбелязани поименно 98 глави на домакинства. В османските данъчни регистри от средата на XV век Горенци е споменато с 38 семейства на Филип, свещеникът Йован, Влайко, Мануел, Гюрко, Гюрко, Койо, Алекса, Дражо, Станиша, Йорко, Стоян, Яно, Стоян, Драгивой, Михо, Йован, Койо, Яно, Койо, Никофор, Герг, Добри, Мано, Стефан, Стайко, Стайко, Тодор, Яно, Димос, Яно, Коста, свещеникът Стамат, Марко, Никола, Андрияс, Никола и Гюро. Общият приход за империята от селото е 3535 акчета.
Името е засвидетелствано в XVI - XVII век с ударение на последната сричка: Горенцѝ, което показва, че днешното ударение на първата сричка е вторично и по-късно.
Гробищната църква „Свети Георги“ („Свети Ер“) от XIX век и едноименният параклис от XVIII век в Горенци са обявени за защитени паметници.
Според Тодор Симовски местна легенда гласи, че селото е основано от жителите на селата Саракина, Цакони и Лънтово, които са изгорени в немирните години при управлението на Али паша Янински. В Горенци се заселват и част от жителите на саракинското село Язия.
Александър Синве („Les Grecs de l’Empire Ottoman. Etude Statistique et Ethnographique“), който се основава на гръцки данни, в 1878 година пише, че в Горища (Gorista) живеят 1800 гърци. В „Етнография на вилаетите Адрианопол, Монастир и Салоника“, издадена в Константинопол в 1878 година и отразяваща статистиката на населението от 1873 година, Горенци е посочено два пъти като село в Костурска каза – веднъж като Горинца (Gorintza) със 150 домакинства и 1500 жители българи и втори път като Боренци (Borentzi) с 300 домакинства и 500 жители мюсюлмани и 450 българи.
В 1889 година Стефан Веркович („Топографическо-этнографическій очеркъ Македоніи“) пише за Горенци:
| „ | Северно от езерото, на ча час и половина разстояние, в подножието на същата планина [Мурик], се е простряло българското село Горанца със 123 къщи, 186 семейни двойки и 255 нуфузи. В него има и 70 мохамедански къщи със 130 нуфузи. Данъкът на християните е 9680, а инание-аскерие – 7650 пиастри. Данъкът на мохамеданите е 5300 пиастри. Освен тях има и няколко куцовлашки и цигански семейства. Мохамеданите по произход са коняри или потурчени българи. Жителите са земеделци, повечето собственици на земята си, някои се занимават с търговия и различни занаяти. Почвата на селото е благоприятна за всички житни култури и градински растения, а също така и за лен. В селото има 2 църкви с двама свещеници, една джамия и едно обществено училище. Доскоро е имало и много богати турци, но сега те почти всички са обеднели и само 4 – 5 семейства имат земя, която обработват с наемни работници. | “ |

Атанас Шопов в 1893 година пише за Горенци:
| „ | Маврово е почти погърчено село. Види се на тамошните селяни са имали и имат голямо влияние костурските първенци, а може би и гъркоманите от голямото село Горенци, дето елинската култура е пуснала доста дълбоки корени. Горенци е важна елинизаторска станция, в която учителствуват седем-осем души гръцки учители с четири-пет учителки. Любопитна точка представлява това село, любопитна в това именно отношение, че там гърцизмът е успял да превърне много селяни в граждани, да им наложи капели, да ги облече в опнати дрехи, да им направи из жените кокони и пр. Из Горенци има много ученици в разните атински училища, висши и средни. Има и доста свършивши висша гръцка наука хора. | “ |

Според Георги Константинов Бистрицки Горенци преди Балканската война има 350 български и 150 турски къщи. Същите числа дава и свещеник Лев Адамов от Горенци, който добавя, че „българското мъжко население в по-голямата си част отиваше на чужбина - предимно в Цариград, Кюстендже и Гюмурджина. Занимаваше се с млекарство и градинарство“. Патриаршията полага големи грижи за Горенци и поддържа в селото се поддържаше със средства на гръцкия силогос първоначално гръцко училище с 6 отделения. Костур  и  съседните гръцки села на юг също влияят на Горенци, включително и чрез бракове.
През 1888 година е открито българско училище в Горенци. Пръв учител е горенченецът Григор Данданов, син на Козма Данданов, млекар в Цариград, попаднал в българска културна среда. Данданов среща големи спънки в налагането на българското образование и умира млад. Наследен е от Анастас Маджаров от Охрид, Григор Анастасов от Загоричани и Христо Иванов от Екши су. Иванов се оказва деен учител, който успява да събере в българското училище децата на най-видните семейства от селото, дори децета на гръцките свещеници, като някои заминават да учат в Солунската българска гимназия. Вследствие на широката дейност на Иванов Костурската митрополия взима сериозни мерки да спре надигането на българщиата в селото. След Иванов български учители са Методий Чеков от Горно Върбени, Мария Балева от Битоля, Дамян Киров от Горенци, бивш гръцки учител, Константин Шапкарев, Екатерина Данчева и Кузо Стефов от Загоричани, Никола Цицов и Константин Количев от Команичево и Сава Христов от Бобища.
„Дедо Козма благодарение на своята извънредно голема честност, акуратност и благ характер става кмет почти на целото село. Той беше много духовит в приказките си. Отлично знаеше говоримия турски език. Със своя дар на словото и благи обноски много лесно се сприятеляваше с държавните чиновници и разните бегове. Беше прочут почти в целата околия. Колкото повече дедо Козма действуваше за преуспяването на народната ни кауза в селото, толкова повече противниците-гъркомани се опълчваха против него. Денонощно старецът мислеше какви средства да употреби да може целото село да изтръгне из лапите на гръцката патриаршия. Той беше много мил старец. Извънредно симпатичен във всеко отношение. Той съумяваше да насърдчи всекиго със своите благи и изпълнени със силен патриотизъм приказки. Винаги гореше от желание да види народните ни бленове осъществени. Когато оставаше по-свободен от работа обичаше надълго и широко да рисува бъдещите благи дни за македонския български народ. Възлагаше голема надежда на Славянска Русия - на Дедо. Обаче в края на своите сладки приказки, свършваше с дълбока въздишка. „Ох деца“, казваше покойният, „Мора (Гърция) е много близко. Тя ще ни яде главата!!!“ Както и стана.“
В 1897 година в селото е образувана българска община, начело на която застава Козма Данданов. Основни сподвижници на Данданов са неговите двама шуреци - Гильо и Цилко Костови, Васил Дебеланов, Адамо Иванов, Митко Бочкавов и баба Султана Бецелка. Всички те са анатемосани от гръцкия костурски владика. В 1900 година учител в Горенци става Златко Каратанасов, който по-късно е ръкоположен и за свещеник. Каратанасов учителства в селото заедно с две горенчанки Еленка Николова и Томания Атанасова до Илинденското въстание в 1903 година. По това време българите, ползват малката църква „Свети Георги“, правят успешен опит да превземат „Свети Ер“, но след като гъркоманите дават подкуп на властта, инициаторите Гильо и Цилка Костови и баба Бецелка са арестувани и изтезавани. Други активни дейци на Горенската българска община са синът на дедо Козма, Трайко Данданов, Петър Д. Сапунджиев, Ламбро Бугаров, Братя Бъцеви, Христо Гильов, Тома Налбантинов, Спиро Рапов, Никола Данданов, Тома Н. Воденичаров. Опитите на българите екзархисти да въведат българския език в църковната служба са отблъснати от гръцката община, начело с училищния директор Константин Чулков и помощника му Гогос.
Според статистиката на Васил Кънчов („Македония. Етнография и статистика“) в 1900 година в Горенци живеят 1800 жители българи християни и 550 турци.  Според свещеник Златко Каратанасов селото има 150/160 турски къщи и 350 български, от които само 44 екзархийски.
На Етнографската карта на Битолския вилает на Картографския институт в София от 1901 година Горенци е смесено българо-влашко-турско село в Костурската каза на Корчанския санджак с 455 къщи.
В Илинденското въстание през лятото на 1903 година участват десетина жители на Горенци. След потушаването на въстанието, действията на българската община са парализирани от властите и надигналите се гъркомани. Лидерите на общината Козма Дандалов, Гильо и Цилка Костови, Адамо Иванов и Васил Дебеланов са принудени да се крият. Селото обаче е спасено от опожаряване и разграбване от турския кмет Мимин Ростем Концев и други турски първенци. Част от горенските български първенци, под давление на митрополит Герман Костурски подписват молба за връщане под Патриаршията. Българското училище е затворено, църквата е отнета от българската община и предадена на гръцката. В 1906 година излиза от затвора Трайко Данданов и се опитва да отвори училище, но безрезултатно - доведената от него учителка е прогонена след 10 дена, а през есента на 1907 година Трайко е убит.
По данни на секретаря на Българската екзархия Димитър Мишев („La Macédoine et sa Population Chrétienne“) в 1905 година в Горенци има 768 българи екзархисти, 1672 българи патриаршисти гъркомани, 180 власи и 60 цигани. В селото функционират българско основно училище и прогимназиално и две основни гръцки. Гръцка статистика от 1905 година представя селото като предимно гръцко с 2080 жители гърци, 70 българи и 850 турци.
Българската община и българското църковно и учебно дело се възраждат след Младотурската революция от юни 1908 година, под влияние и на завърналите се будни гурбетчии от Цариград и Кюстенджа. В учебната 1908/1909 година за една година от Костур е командирован в родното му Горенци учителят Лев Адамов, който заема долния етаж на училището. Властите обаче застават на страната на гъркоманите и българите са принудени да настанят училището си в частна къща. На 11 май 1909 година свещеник Неделко Попстефов от Загоричани отслужва служба на български в голямата църква „Свети Георги“. Гъркоманите се опитват да попречат, но са отблъснати. Лев Адамов преподава в Горенци и в 1909/1910 година, като освен него е назначена и Грозда Репацова от Смърдеш. В 1908 година екзархийските семейства са 70, а в 1909 година в Горенци вече има 200 български екзархийски къщи и 150 гъркомански, като гъркоманите държат черквите и училището. Тъй като няма свещеник, е ръкоположен учителят Адамов и на Никулден 1909 година в „Свети Георги“ отново има българска служба, отново има сблъсъци с гъркоманите и отново властите застават на гръцка страна. През пролетта на 1910 гододина Османският парламент решава спора между Патриаршията и Екзархията по въпроса за църковните и училищните имоти и на 10 август голямата и нова църква „Свети Георги“ е предадена на българската община. Държавата 
построява и ново училищно здание за българското училище. През 1910/1911 учебна година български учители в селото са свещеник Лев Адамов, Антина Г. Ацева от Прилеп. В 1911/1912 и в 1912/1913 година преподават Лев Адамов, Мария Мицева и Наум Попниколов от Бъмбоки.
При избухването на Балканската война в 1912 година 19 души от Горенци са доброволци в Македоно-одринското опълчение.
На етническата карта на Костурското братство в София от 1940 година, към 1912 година Горенци е обозначено като българо-турско селище.

### В Гърция
По време на Балканската война, през есента на 1912 година Горенци е окупирано от Гръцката армия. Новите власти първоначално не закачат българското църковно и учебно дело и националният празник 11 май е посрещнат в Горенци изключително тържествено с изпълнение на българския марш. След това с избухването на злощастната за България Междусъюзническата война властите започват арести и побоища над изявените българи. На 5 юли 1913 година са отнети ключовете от църквата „Свети Георги“ и от българското училище.
В 1919 година селото е прекръстено на Корисос. Боривое Милоевич пише в 1921 година („Южна Македония“), че Горенци има 300 къщи славяни християни и 200 къщи турци.
Между 1914 и 1919 година 11 души от Горенци подават официално документи за емиграция в България, а след 1919 година – 28. Според Симовски между войните 20 семейства от Горенци се изселват в България. В 20-ге години 75-те турски семейства се изселват в Турция, а на тяхно място са заселени 87 семейства гърци бежанци – 67 от Мала Азия, 15 от Понт и 5 от Източна Тракия. В 1928 година селото е смесено местно-бежанско с 88 семейства и 359 души бежанци или по други данни 252 души.
В 1932 година в селото има 330 българофонски семейства, 30 от които с „изявено българско съзание“. През Втората световна война в селото е създадено подразделение на Централния македонобългарски комитет, както и чета на българската паравоенна организация Охрана.
Селото не пострадва по време на Гръцката гражданска война. През 50-те и 60-те години започва изселване отвъд океана и към големите градове в Гърция.
В 1918 година Горенци става община в ном Лерин, епархия Костур. В 1941 година става част от ном Костур. В 1971 година община Чурилово (Агиос Николаос) е присъединена към община Горенци. В 1997 година Горенци става център на дем Свети Врач (Агии Анаргири) по закона Каликратис, а от 2011 година демът е присъединен към дем Костур.
| Име     | Име       | Ново име    | Ново име    | Описание                                                                        |
| ------- | --------- | ----------- | ----------- | ------------------------------------------------------------------------------- |
| Муцарос | Κουτσαρός | Воскотопи   | Βοσκοτόπι   | местност И от Горенци                                                           |
| Лънтово | Λόντοβο   | Синора      | Σύνορα      | местност, бивше село на 2 km северно от Горенци                                 |
| Гецико  | Γκέτσικο  | Порос       | Πόρος       | река в Саракина                                                                 |
| Кръста  | Κρέστα    | Ставровриси | Σταυρόβρυσι | местност и връх (1145 m) в Саракина, ЮИ от Горенци и И над Чуриловския манастир |
| Яза     | Γιάζα     | Воскотопи   | Βοσκοτόπι   | бивше село в Саракина, по горното течение на Язовино                            |

| Година    | 1913 | 1920 | 1928 | 1940 | 1951 | 1961 | 1971 | 1981 | 1991 | 2001 | 2011 | 2021 |
| --------- | ---- | ---- | ---- | ---- | ---- | ---- | ---- | ---- | ---- | ---- | ---- | ---- |
| Население | 1731 | 1921 | 1468 | 1627 | 1835 | 1136 | 988  | 1133 | 1105 | 1309 | 998  | 876  |

Жителите традиционно произвеждат житни култури, а скотовъдството е слабо развито.
През ноември 1980 година горенченинът Благой Чифлянов посещава Горенци. След завръщането си изпраща доклад до патриарх Максим Български, в който пише „Когато тръгнах за Костур, мислех, че ще заваря един край, в който българският елемент и съзнание са напълно и безвъзвратно унищожени, но в петте дни, в които останах там се сдобих с обратни впечатления българският език и българският дух продължават да живеят“.

## Личности
В Горенци са родени редица български дейци, най-изявени сред които са Лев Адамов, Никола Костадинов Данданов, Трайко Данданов и други. В селото са родени и гърцкият учен Константин Чулков, трапезундският епископ Свети Теодосий Трапезундски и християнският новомъченик Яков Костурски.